# Nova Ternavșciîna, Prîlukî
Nova Ternavșciîna (în ucraineană Нова Тернавщина) este un sat în comuna Neteajîne din raionul Prîlukî, regiunea Cernihiv, Ucraina.

## Demografie
Componența lingvistică a localității Nova Ternavșciîna
     Ucraineană (94,59%)
     Rusă (2,7%)
Conform recensământului din 2001, majoritatea populației localității Nova Ternavșciîna era vorbitoare de ucraineană (94,59%), existând în minoritate și vorbitori de rusă (2,7%).